# Joffre Lleal
Joffre Lleal Ronda (Badalona, Barcelona, España; 3 de agosto de 1971) es un jugador de baloncesto profesional cuya carrera deportiva se ha desarrollado diferentes equipos de España y Portugal.

## Historia
Se formó en las categorías inferiores del Sant Josep de Badalona, equipo que años más tarde se vinculó al Joventut aunque su primera experiencia como profesional la disfruto en las filas del Montehuelva en la temporada 1991/92.
Una temporada después volvió a fichar por el Sant Josep, siendo uno de los jugadores vinculados al primer equipo del Joventut. Su progresión como jugador le llevó a formar parte de la plantilla sénior del 7 Up Joventut de la temporada 1994/95 aunque tan sólo disputó competiciones europeas. En enero de 1995 es cortado por el equipo verdinegro e inmediatamente ficha por el CB Murcia, equipo con el que finalmente debuta en la liga ACB.
La temporada 1995/96 acaba jugando en las filas del conjunto de liga EBA Viña Costeira Verín, lo que le lleva un año más tarde a fichar por el U.D. Oliveirense de la máxima categoría del baloncesto portugués en busca de mayor calidad competitiva.
En Portugal Lleal disputa un total de 5 temporadas consecutivas convirtiéndose en uno de los mejores jugadores y máximos anotadores de la liga como lo demuestra el hecho de que participó en 5 All Star consecutivos de dicha liga - Braga, Montijo, Figueria da Foz, Seixal i Barreiro - desde 1997 al 2001). Además conquistó el título de liga de la temporada 1999/00 cuando pertenecía al UD Ovarense.
En la temporada 2001/02 regresa a España para fichar por el Cáceres C.B. de la liga ACB en el que permanece hasta el final de la temporada 2002/03. El curso siguiente vuelve a Portugal para jugar en las filas del UD Ovarenese y su destacada actuación le vuelve a llevar a participar en el All Star por 6 vez (Queluz).
La temporada 2004/05 la inicia en las filas del UB Sabadell de la LEB2, aunque su buena campaña hace que acabe la campaña jugando en el Cantabria Lobos de la LEB.
En la temporada 2005/06 ficha por WTC Cornellá vinculado al FC Barcelona de LEB2 donde permanece hasta que en la 2007/08 se marcha a jugar al CB Prat, equipo vinculado del Joventut Badalona.

## Trayectoria deportiva
- 1991-1992 1ª División. Montehuelva  España
- 1992-1994 1ª División. Sant Josep Badalona  España
- 1994-1995 ACB Joventut  España
  - 1994-1995 ACB Murcia  España
- 1995-1996 EBA Viña Costeira  España
- 1996-1997 LCB Oliveirense  Portugal
- 1997-1999 LCB Portugal Telecom  Portugal
- 1999-2001 LCB UD Ovarense  Portugal
- 2001-2003 ACB Caceres C.B.  España
- 2003-2004 LCB UD Ovarense  Portugal
- 2004-2005 LEB2 UB Sabadell  España
  - 2004-2005 LEB Cantabria  España
- 2005-2007 LEB2 WCT Cornellà  España
- 2007-2008 LEB2 CB Prat  España

## Palmarés
- Campeón de la Liga portuguesa 1999-00 con el UD Ovarense.